# Parfém

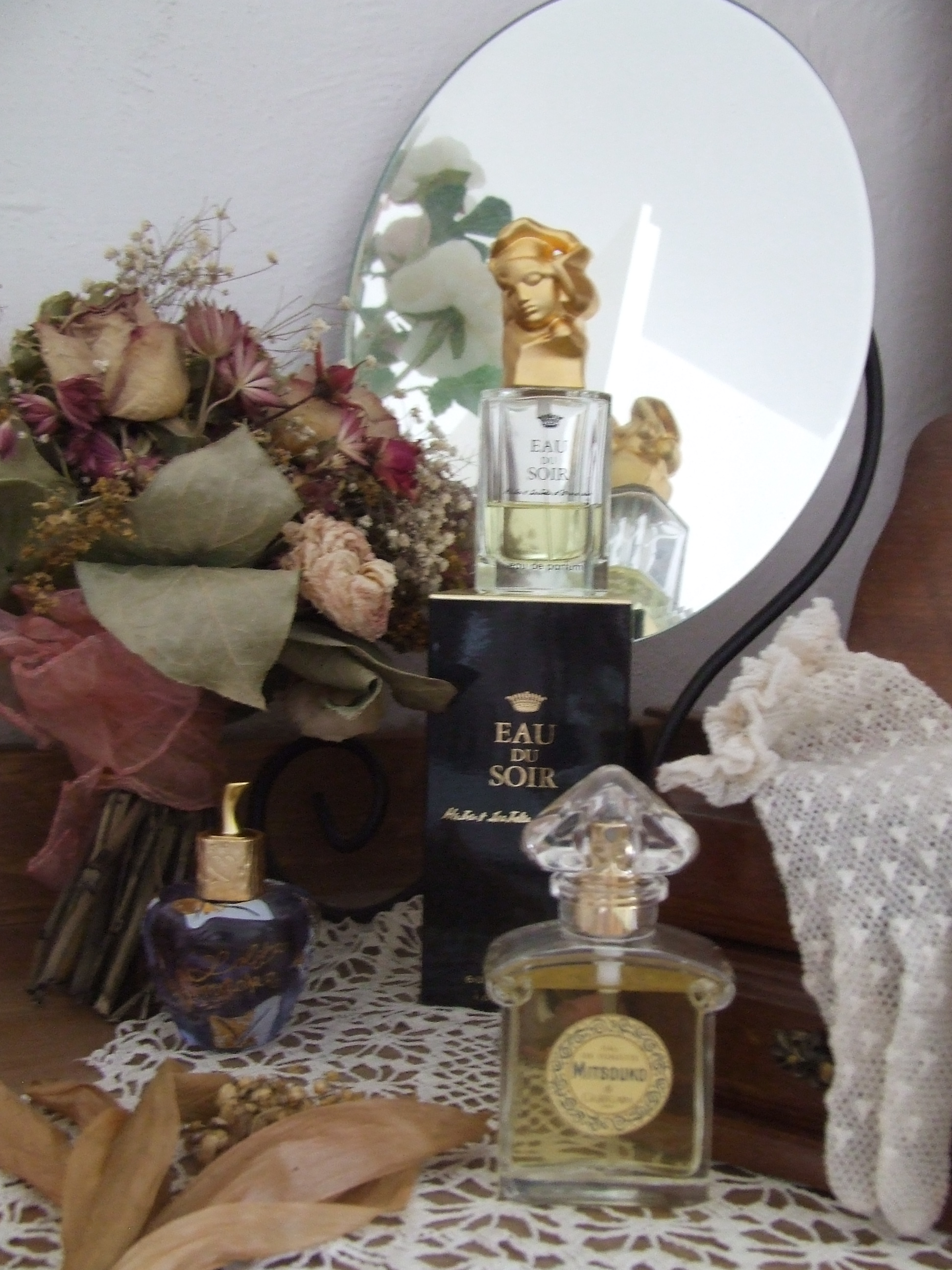
Několik parfémů. Zleva: Lolita Lempicka (Lolita Lempicka), Eau du Soir (Sisley), Mitsouko (Guerlain)

Parfém je obecné označení směsi esenciálních olejů a dalších aromatických látek. Má za úkol vydávat nějakou specifickou a příjemnou vůni. Jeho užitím lze u lidí vyvolávat různé pocity a touhy či podtrhnout módní charakter nositele. Slouží k překrytí pachu a to nejen u lidí.

## Dělení parfémů
Slovo parfém je odvozeno z latiny (perfumare neboli „prokouřit“, tak jako například kadidlo provoní místnost). V češtině se běžně používá ve významu voňavka nebo vůně. V užším významu označuje vonné přípravky s nejvyšší koncentrací vonné látky.
Parfémy se rozlišují podle procentuálního zastoupení parfémové kompozice (jednoduše řečeno podle intenzity vůně). Zbytek směsi zastupuje koncentrovaný ethanol.
- Parfém je vůbec nejintenzivnější vůně, která je na trhu k dispozici. Podíl vonných látek je 20–40 %. Trvá 6–8 hodin.
- EDP neboli Eau de Parfum, česky též parfémovaná voda (toaletní parfém). Podíl vonných látek je 15–20 %. Trvá 4–5 hodin.
- EDT neboli Eau de Toilette, česky též toaletní voda. Podíl vonných látek je 5–15 %. Trvá 2–3 hodiny.
- EDC neboli Eau de Cologne, česky též kolínská voda, německy Koelnisch Wasser. Podíl vonných látek je 2–4 %; ochranná známka: Koelnisch Wasser. Trvá do 2 hodin.
- EDS neboli Eau de Solide / Sport, anglicky též splash perfume. Podíl vonných látek je 1–3 %; ochranná známka: EdS. Trvá do 2 hodin.

Méně používané koncentrace:

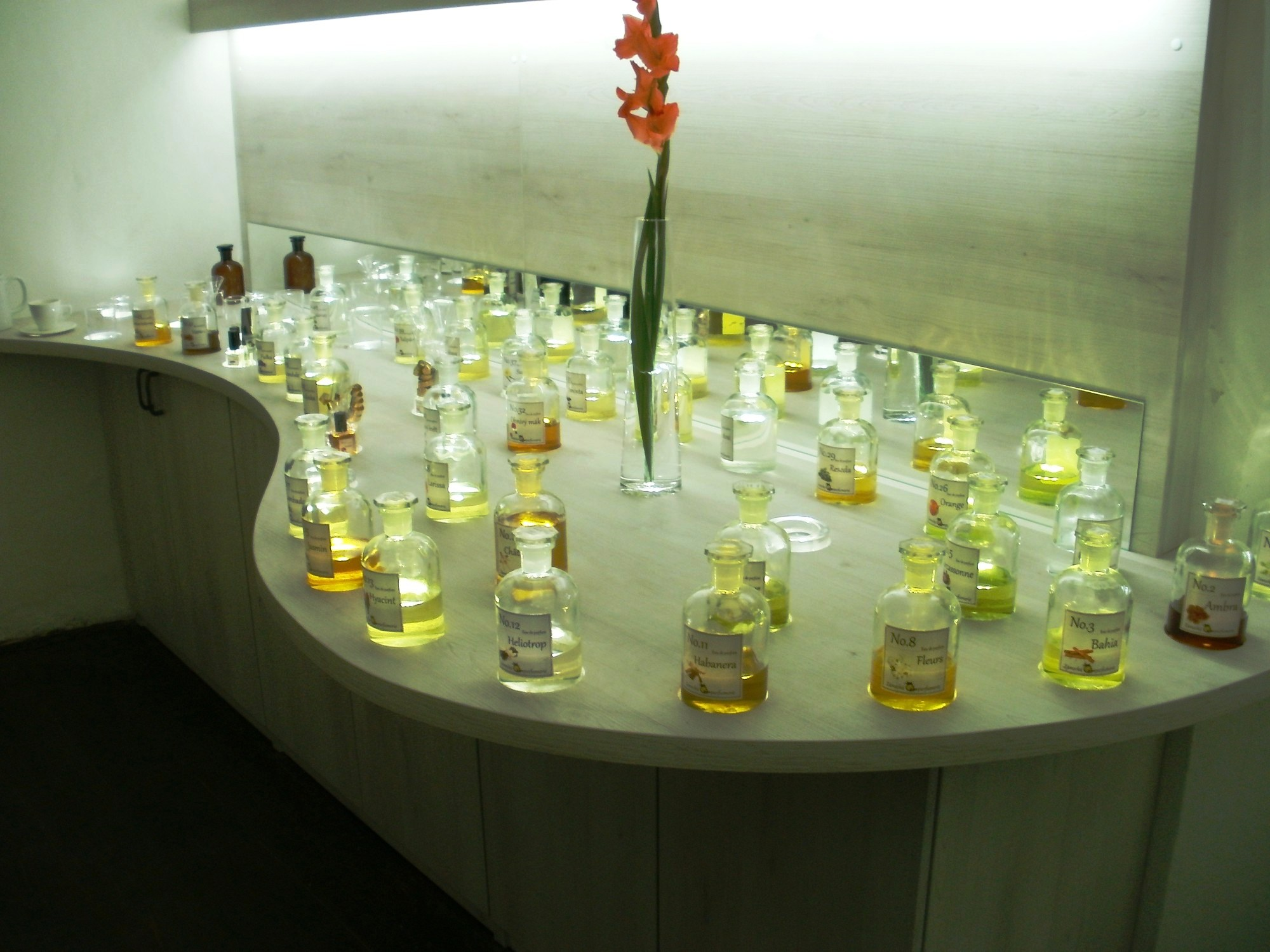
Parfémované vody

- Eau fraîche – koncentrací podobná Eau de Cologne až Eau de Toilette.
- Deodorant – velmi slabá koncentrace, u silnějších vůní nicméně stále voní velmi dobře.
- Extrême – toto označení obvykle poukazuje na zesílenou koncentraci, např. Eau Parfumée au Thé Vert Extrême firmy Bulgari je o něco silnější verzí dřívější Eau Parfumée au Thé Vert.
- Légère – odlehčená verze – někdy jde o změněnou koncentraci, jindy je pozměněno i složení parfému.

## Zásady užívání
Při aplikaci na pokožku je zvykem vybírat dobře prokrvená místa – například oblasti za ušima, na krku, mezi prsy, na loketních a kolenních důlcích, na zápěstí. Toto pravidlo však nelze brát jako dogma a vhodnou aplikaci je nutné vyzkoušet. U silnějších (orientálních) vůní stačí několik kapek na zápěstí, svěží vůně vyžadují důkladnější aplikaci. Záleží také na individuálních preferencích – množství, které vyhovuje jednomu člověku, může jiného obtěžovat.
Mnohé vůně voní jinak na kůži a jinak na oblečení; zpravidla čím lehčí (svěžejší) vůně, tím lépe vynikne na oblečení a naopak. Jak se bude vůně chovat na oblečení, napoví zkouška na testovacím papírku.
Při 'nošení' parfému by se mělo dbát na to, aby nikdo z okolí nebyl vůní obtěžován. Zlaté pravidlo říká, že méně je více. V horkých dnech je lepší preferovat nekonfliktní, svěží vůně.
Je vhodné se vyvarovat užívání více parfémů najednou, aby nevznikla disharmonická směs. Někdy je však možné kombinováním dvou vůní vytvořit příjemný celek; někteří výrobci dokonce nabízejí řady parfémů (obvykle jednosložkových) určené k tomu, aby si uživatel sám vymyslel své oblíbené kombinace. Příkladem je Donna Karan Essence s vůněmi Lavender, Wenge, Jasmine a Labdanum, nebo Les Caprices by Lolita Lempicka s parfémy Violette, Réglisse a Amarena.
Trvanlivost parfémů je různá, některé složky podléhají rychle zkáze a parfém se během několika měsíců výrazně změní. Některé parfémy však při správném skladování vydrží desítky let. Nejnebezpečnější je světlo, flakon by proto neměl být vystaven dennímu ani intenzivnímu umělému světlu (jako ochrana stačí původní krabička) a vysokým teplotám. Je-li vůně vystavena působení světla, mění se zpravidla barva tekutiny na tmavší odstín, později se kolem uzávěru usazuje pryskyřičný prstenec. Jako první se kazí svrchní tóny, i takový parfém však často lze používat – po rozvonění a vyprchání svrchních tónů se objeví jeho původní podoba.

## Složení
Parfém se skládá ze 3 částí, podle toho, jak se které vůně uvolňují (některé parfémy však mají lineární složení, tj. jejich vůně je v průběhu času stále stejná).
- Hlava (vysoké tóny) je to první, co je po aplikaci ucítěno. Právě hlava parfému utváří první dojem a proto je na ni kladen velký důraz. Doba trvání hlavy se pohybuje okolo 15 minut, ale může to být také pouhých pár sekund.
- Srdce (střední tóny) začínají naplno vynikat po odeznění hlavy. Voní několik hodin (2–3 hodiny).
- Základ (nízké tóny), jsou ty látky parfému, které prchají velmi pozvolna. Doba trvání bývá několik hodin (3–4 hodiny), avšak nejsou výjimkou parfémy působící desítky hodin.

Kvalitní (často drahé) parfémy se sestavují tak, aby ve všech fázích rozvíjení vůně byl zajištěn harmonický a stálý průběh.
Mohou obsahovat také velice škodlivý ethylhexyl metoxycinamát.

## Druhy vůní
Parfémy se podle vůně dělí do několika základních skupin, které se mezi sebou mohou kombinovat. Toto dělení je jedním z mnoha, existuje jich mnohem více.

### Květinové
Pravděpodobně největší skupina; hlavní složky kompozice tvoří květiny – jasmín, růže, konvalinky, ylang-ylang, tuberóza, kosatec, fialka, šeřík a další. Obvykle se jedná o dámské vůně, ale v této kategorii najdeme i pánské. V dřívějších dobách (do začátku 20. století) bývaly i pánské vůně převážně květinové. Parfémy vonící převážně nebo pouze po jedné květiny se nazývají soliflory. Typickými podskupinami květinových vůní jsou květinově-orientální, květinově-ovocné nebo květinově-aldehydové.
Příklady:
- květinový soliflor: A La Nuit (Serge Lutens) – jasmín; Pur Désir de Lilas (Yves Rocher) – šeřík
- čistě květinová vůně: Paris (Yves Saint-Laurent), L'Air du Temps (Nina Ricci)
- květinově aldehydová: No. 5 (Chanel), White Linen (Estée Lauder)
- květinově zelená: Vent Vert (Pierre Balmain), Envy (Gucci)
- květinově ovocná: Éclat d'Arpège (Lanvin), Rock'n Rose (Valentino)
- pánské květinové vůně: The One (Dolce & Gabbana), Le Mâle (Jean-Paul Gaultier)

### Orientální
Obvykle těžší, smyslné, teplé kompozice, v nichž převládají složky jako ambra, vanilka, kadidlo, santalové dřevo, koření. Často se označují jako ambrové; název pochází od slavného parfému značky Coty – Ambre Antique (1905). Mezi orientální vůně se počítá i nová skupina vůní gurmánských s výraznými tóny složek jako vanilka, čokoláda, káva, pražené oříšky atd.
Příklady:
Coco (Chanel), Dune (Dior), Opium (Yves Saint Laurent), Youth-Dew (Estée Lauder), Obsession (Calvin Klein)
Gurmánské vůně:
Angel (Thierry Mugler), Code (Armani), Addict (Christian Dior), Shalimar (Guerlain),

### Chyprové (též cypřišové)
Skupina byla pojmenována podle vůně Chypre značky Coty, vytvořené roku 1917 (parfumér François Coty se údajně inspiroval svou dovolenou na Kypru, francouzsky Chypre). Základními složkami chyprových vůní je větvičník („dubový mech“), bergamot a labdanum, obvykle i pačuli. Jedná se o sušší, dřevité, elegantní vůně. Časté jsou kombinace chyprových tónů s květinovými nebo zelenými.
Příklady:
Miss Dior (Christian Dior), Mitsouko (Guerlain), No.19 (Chanel)

### Citrusové
Svěží, šťavnaté vůně s výraznou citrusovou složkou (pomeranč, bergamot, citron, limeta). Patří sem dámské i pánské vůně, často také bývají citrusové parfémy označovány jako unisexové, tedy vhodné pro obě pohlaví. Citrusové tóny se kombinují např. s dřevitými, kořeněnými či květinovými.
Příklady:
O-Zone (Sergio Tacchini), CK One (Calvin Klein), Escale a Portofino (Christian Dior).

### Dřevité
Parfémy, v nichž hrají prim dřevité tóny – santalové dřevo, cedrové, růžové dřevo, vetiver atd. Dřevité tóny jsou typické pro dámské i pánské vůně a kombinují se obvykle s orientálními složkami, kořením, květinami a citrusy.
Příklady:
- dámské: Samsara (Guerlain), Sensuous (Estée Lauder)
- pánské: Tumulte pour Homme (Christian Lacroix)

### Kožené
Speciální kategorie zahrnující vůně, v nichž jsou patrné složky imitující vůni kůže. Patří sem pánské vůně (často s tóny kadidla, tabáku, dřev) i dámské (kombinace s květinami nebo chyprovými tóny).
Příklady:
Kelly Calèche (Hermès), Cabochard (Grès), Miss Balmain (Balmain)
- vůně kapradí (fougère)

Takřka bez výjimky pánská skupina. Typickými složkami jsou levandule a kumarin. Její francouzský název znamená „kapradí“. Dějiny této skupiny sahají do XIX. století, kdy vznikla první kompozice vůní z této skupiny, Fougère Royale („Královské kapradí“).
Příklady: Guerlain pour Homme (Guerlain)

## Druhy vůní podle sezónnosti
Dále se parfémy dělí podle použití v různém ročním období. Při tomto dělení parfémů, se posuzují uživatelské potřeby, měnící se ročním obdobím v závislosti na složení parfému.

### Jarní
Tyto parfémy jsou velmi lehké a svěží. Parfémy pro ženy jsou převážně květinové. Hlavními složkami pro dámské vůně jsou jasmín, fialky, magnolie, konvalinky, frézie či pivoňky. Parfémy pro muže tvoří převážně složky citronu, šalvěje, cedru, koriandru nebo bílého pižma.

##### Příklady:
- dámské Versace Bright Crystal (Versace)
- pánské Bvlgari Aqva Pour Homme (Bvlgari)

### Letní
Letní parfémy jsou lehké podobně jako jarní vůně, ale s tím rozdílem, že jsou v nich více zastoupeny ovocné tóny. Letní vůně bývají často i unisex, tedy jeden parfém, který je vhodný pro použití mužem i ženou. Hlavními složkami dámských parfémů jsou růže, šeřík, čaj, máta, pivoňka, broskev a citrusy všeho druhu. Parfémy pro muže tvoří převážně složky bergamotu, máty, koriandru, rozmarýnu, kardamomu, muškátového oříšku, ambry a cedru.

##### Příklady
- dámské Lanvin Éclat D’Arpege (Lanvin)
- pánské Davidoff Cool Water (Davidoff)
- unisex Calvin Klein CK One (Calvin Klein)

### Podzimní
Parfémy vhodné pro použití na podzim jsou těžší a sladší, postrádají lehkost letních vůní a jsou více kořeněné. Hlavními složkami dámských vůní jsou santalové dřevo, pižmo, vanilka, pivoňka, liči, frézie, konvalinka, magnolie, růže, ambra a cedrové dřevo. Parfémy pro muže tvoří převážně složky santalového dřeva, citrusů, máty, levandule, fialek, koření, ambry, dřeva a pačuli.

##### Příklady
- dámské Chloé Chloé (Chloé)
- pánské Paco Rabanne 1 Million (Paco Rabanne)

### Zimní
Zimní parfémy se vyznačují svou sílou a výrazností. Jde převážně o orientální vůně, gurmánské a dřevité vůně. Hlavními složkami dámských vůní jsou černý rybíz, santalové dřevo, tonkové boby, pralinky, vanilka, skořice, růže, frézie, pačuli, muškátový oříšek, fialka, broskev a jasmín. Pánské parfémy jsou tvořeny převážně jasmínem, konvalinkou, karafiátem, fialkou, pižmem, kouřem, kadidlem, černým pepřem, cedrovým a santalovým dřevem.

##### Příklady
- dámské Giorgio Armani Si (Giorgio Armani)
- pánské Christian Dior Fahrenheit (Christian Dior)

## Exkluzivní parfémy a nezávislí výrobci
Značky parfémů často nesou jména proslulých osobností, jak z historie (Mario Prada, Christian Dior), tak i ze současnosti (Britney Spears, David Beckham). Vůně dražších parfémů ale nejsou oblíbenější.
Na současném trhu už však nejsou jen parfémy velkých značek, ale také výrobky menších, nezávislých parfumerií. Na tento trend později navázaly i velké značky zavedením tzv. exkluzivních vůní – dražších, kvalitnějších vůní s omezenou dostupností.
Parfémům od nezávislých výrobců se také říká niche parfémy (z anglického "niche market" – tržní nika – tyto parfémy obsadily "mezery na trhu", např. používáním ingrediencí, které se běžně nepoužívají).
Parfémy tedy můžeme rozdělit zhruba do tří skupin:
- niche

Vyrábějí je většinou menší firmy, někdy i jednotlivci, nezávislí na velkých parfumeriích. Tyto vůně téměř nepodléhají diktátu trhu.
- exkluzivní řady

Vyrábějí je velcí výrobci, kteří produkují parfémy pro hlavní proud – tj. pro masový trh (běžné zboží v parfumeriích). Exkluzivní parfémy nabízejí třeba jen online nebo ve svých značkových buticích.
- hlavní proud

Parfémy velkých výrobců, běžně dostupné v parfumeriích nebo drogeriích. Patří sem značkové vůně (Armani, Gucci, Bvlgari), vůně celebrit (Britney Spears, David Beckham, Naomi Campbell), vůně sportovních značek (Adidas, Nike) apod.
Ceny ryze exkluzivních parfémů se často pohybují v tisících korun, ceny některých exkluzivních a velké většiny méně exkluzivních parfémů nepřekračují tisíc korun a k dostání jsou i v drogeriích a supermarketech.

### Výrobci tzv. niche vůní
Niche vůně vyrábějí pod svým jménem např. tyto společnosti a osobnosti:
- Annick Goutal
- L'Artisan
- Montale
- Serge Lutens
- The Different Company
- Zámecká parfumerie

### Výrobci exkluzivních parfémů
Exkluzivní parfémy vyrábějí pod svým jménem např. tyto firmy a osobnosti:
- Bvlgari – řada Le Gemme
- Dolce & Gabbana – řada The Velvet Collection
- Estée Lauder – řada Private Collection
- Giorgio Armani – řada Armani Privé
- Hubert de Givenchy – řada Harvest a řada L’Atelier de Givenchy
- Guerlain – řada L'Art et la Matiere, Le Bolshoi, Les Déserts d'Orient, Les Elixirs Charnels, Les Parisiennes a další
- Chanel – řada Les Exclusifs
- Christian Dior – řada La Collection Privée
- Lalique – řada Les Compositions Parfumees nebo limitované edice parfémů v křišťálových flakonech
- Thierry Mugler – řada Mirror Mirron, Les Exceptions, kolekce Le Parfum
- Yves Saint-Laurent – řada Le Vestiaire des Parfums, Oriental Collection